# Manipulacja (powieść)
Manipulacja – mikropowieść Ireneusza Iredyńskiego. Utwór ten powstał w roku 1974, po raz pierwszy wydano go w 1975 r. W roku 1994 powieść ta prezentowana była na antenie radiowej.
Traktuje o osamotnieniu człowieka, który znalazł się na obczyźnie, nie znając żadnego języka poza ojczystym. Utwór charakteryzuje się różnorodnością form narracyjnych i opisowych.

## Opis fabuły
Głównym bohaterem utworu jest polski rzeźbiarz Stefan Pękała. Otrzymuje on zaproszenie od galerii w Zurychu, by przygotował w niej swoją wystawę. Pozujący na awangardowego artystę Pękała przyjmuje tę ofertę i wyjeżdża do Szwajcarii.
Na obczyźnie czuje się samotny, wręcz wyobcowany z powodu nieznajomości języków obcych i wynikającej z tego niemożności porozumienia się z otoczeniem. Ma wiele czasu na autoanalizę, dużo rozmyśla o śmierci. Ten monolog wewnętrzny przybiera w utworze różne formy – pozornego dialogu ze śmiercią i z Panem Muchą, listów do nieżyjącej już matki.
Przypadkowo Stefan poznaje Andreasa. W znajomości tej widzi jedyną szansę na nawiązanie bliższego kontaktu językowego, ponieważ mężczyzna ten jest Szwajcarem polskiego pochodzenia. Andreas jest też jednak członkiem organizacji anarchistyczno-terrorystycznej i świetnym manipulatorem. Staje się sprawcą wmieszania Pękały w kryminalną aferę.
Długo oczekiwany wernisaż rzeźbiarza okazuje się głośnym skandalem, a sam artysta zostaje aresztowany.